# كارل فون ليندة
كارل فون ليندة (بالألمانية: Carl von Linde) هو مهندس وعالم ألماني عاش في الفترة ما بين 11 حزيران/يونيو 1842 – 16 تشرين الثاني/نوفمبر 1934. اشتهر كارل فون ليندة باختراعه لعملية ليندة المستخدمة في مجال التبريد، والتي كانت أول عملية صناعية لفصل الهواء وتسييل الغازات، كما أنه مؤسس شركة مجموعة ليندة Linde AG، أكبر شركة في العالم لتحضير الغازات الصناعية.

## حياته
ولد كارل فون ليندة سنة 1842 في تورناو Thurnau الواقعة في قضاء كولمباخ Kulmbach، ودرس الهندسة في المعهد الفدرالي السويسري للتكنولوجيا في زيورخ، حيث كان من ضمن أساتذته هناك رودولف كلاوزيوس وغوستاف تسوينر Gustav Zeuner وفرانز رولو Franz Reuleaux
عمل فون ليندة في برلين وميونخ، ثم أصبح مدرساً في جامعة ميونخ التقنية وترقى إلى أن أصبح بروفيسوراً في الهندسة الميكانيكية سنة 1872. تخلى كارل عن منصبه في جامعة ميونخ ليذهب إلى فيسبادن ليؤسس هناك شركة مجموعة ليندة التي كانت رائدة في مجال التبريد.
عاد فون ليندة إلى ميونخ سنة 1890 ليركز على أبحاثه في مجال التبريد العميق، ليتمكن سنة 1901 من تسييل الغازات بالتقطير بالتجزئة مثل غازات الأكسجين والنتروجين وثنائي أكسيد الكربون.
توفي كارل فون ليندة في ميونخ سنة 1934 عن عمر ينتهز 92 سنة.

## أعماله
كانت أول دورة تبريد صنعها كارل فون ليندة تستخدم ثنائي ميثيل الإيثر كمادة تبريد، وصنعت في ورشة Maschinenfabrik Augsburg والتي أصبحت شركة مان فيما بعد. غيّر فون ليندة بعد ذلك إلى الأمونياك، حيث كان التبريد معتمداً على التبريد بضغط البخار.
جمع الجهاز الذي صممه فون ليندة بين الأثر التبريدي الناتج من تأثير جول-طومسون بالإضافة إلى تمرير تيار معاكس في المبادل الحراري.

## روابط خارجية
- كارل فون ليندة على موقع الموسوعة البريطانية (الإنجليزية)
- كارل فون ليندة على موقع إن إن دي بي (الإنجليزية)